# Schulenbrooksbek
Die Schulenbrooksbek ist ein circa fünf Kilometer langer Bach. Er entspringt an der Südostgrenze von Wentorf bei Hamburg in der Nähe des Betriebsgeländes von Möbel Schulenburg. Er fließt zunächst entlang der Grenze zwischen Wentorf und Börnsen in westsüdwestliche Richtung durch mooriges Waldgebiet und später durch die Niederung Schulenbrook in Hamburg-Bergedorf. Nachdem sich der Bach im Rathauspark Bergedorf zu einem kleinen See ausweitet, fließt die „Bek“ (niederdeutsch für Bach) dann ab der Straßenkreuzung Am Brink in einem Tunnel nach Süden in die Brookwetterung.

## Gewässername
Aus dem Jahr 1491 ist die Ortsangabe by dem Schulenbroke überliefert. Das Bestimmungswort kommt von nd. „schuulen“ für „sich verstecken“, „sich verbergen“; das Grundwort bedeutet „Bruch(-land)“, „Bruchwald“. Der Gewässername Schulenbrooksbek bedeutet demnach „Bach im“ oder „aus dem verborgen liegenden Bruch“.